# 啟蒙大道站
啟蒙大道站（羅馬化：Prospekt Prosveshcheniya）是聖彼得堡地鐵的一個車站，開通於1988年8月19日。啟蒙大道站是莫斯科－彼得格勒線的車站。